# Зима, Томаш
Томаш Зи́ма (чеш. Tomáš Zima; род. 2 июля 1966, Прага) — чешский доктор-биохимик. В период с 2014 по 2022 год — ректор Карлова университета. Кандидат в президенты Чехии на выборах 2023 г.

## Личная жизнь

### Профессиональная карьера
После окончания Ботичской гимназии в 1984 году продолжил обучение на факультете общей медицины Карлова университета, который окончил в 1990 году. С 1983 по 1990 год был членом Коммунистической партии Чехословакии. Позже Зима объяснял свое членство интересом к общественным делам народа Чехословацкой Социалистической Республики. В период с 2005 по 2012 год — декан 1-го медицинского факультет Карлова университета в Праге.

### Личная жизнь
У него двое детей от первого брака: Маркета (* 1995) и Йиржи (* 2000). От второго брака имеет сына Томаша Моржица (* 2020 г.)

## Политические взгляды
Зима поддерживает владение оружием гражданскими лицами, называя это "делом принципа"; сам владеет огнестрельным оружием. Он заявил, что "больше ограничений будет не только за счет вопросов, связанных с защитой свободы личности, но также и за счет государства". Став президентом, он наложил бы вето на любые ограничения на законное владение оружием гражданскими лицами.

## Кандидат на пост президента
В 2020 году он заявил о своем желании баллотироваться на пост президента Чешской Республики . 26 мая 2022 года подтвердил свою кандидатуру на президентских выборах 2023 года в программе «Эпицентрум» в Blesk.cz . Он также заявил, что хочет идти на выборы как гражданский кандидат.
В октябре 2022 года Зима заявил, что собрал около 37 000 подписей граждан. Его кандидатуру также поддержали 13 сенаторов, а именно Йиржи Ценчала, Ондржей Фебер, Вацлав Халупек, Ладислав Хлупач, Ладислав Кос, Вера Прохазкова, Яромир Стрнад, Ян Тецл, Иво Трешл, Ладиславец Вацлавец , Ярослав Ветровский , Йиржи Восецкий и Ян Жалудик. Кандидатура Зимы была зарегистрирована Министерством внутренних дел, несмотря на предположения, что подписи сенаторов, срок полномочий которых истек после выборов в Сенат 2022 года, могут быть недействительными.
Его электоральные предпочтения колеблются в районе 1% в опросах общественного мнения.

## Награды
- Памятный сертификат Гейдельбергского университета (2021 г.)[5]
- Памятная медаль 100-летия чехословацкого легионерского сообщества (2021 г.)
- Медаль Вернера фон Сименса за личный вклад в развитие чешского высшего образования (2020 г.).
- Премия ЧСКБ «За лучшую публикацию в области клинической биохимии и лабораторной медицины за 2017 год» док. Инж. Д. Спрингер и соавт. за работу «Thyroid in Pregnancy : from Physiology to screeing»; CriticalReviews in Clinical Laboratory Sciences 54 (2) 2017: 102—116 (2018)
- Золотая памятная медаль ВФУ Брно (2018 г.)
- Золотая медаль Университета Коменского в Братиславе (2018 г.)
- Серебряная медаль председателя Сената Чехии (2018 г.)[6]
- Орден рыцарей Ризала (Филиппины) — кавалер (2011)